# 尼克拉斯·基尔克勒克
尼克拉斯·韦斯特·基尔克勒克（丹麥語：Niclas Vest Kirkeløkke，1994年3月26日—），丹麦男子手球运动员，2022年欧洲男子手球锦标赛铜牌得主、2023年世界男子手球锦标赛金牌得主、2024年欧洲男子手球锦标赛银牌得主、2024年夏季奥林匹克运动会男子金牌得主。